# Campiglossa rufula
Campiglossa rufula este o specie de muște din genul Campiglossa, familia Tephritidae. A fost descrisă pentru prima dată de Chen în anul 1938. Conform Catalogue of Life specia Campiglossa rufula nu are subspecii cunoscute.